# Milka Zimková
Emília Zimková (1. srpna 1951 Okružná – 30. května 2023 Bratislava) byla slovenská spisovatelka-prozaička, režisérka, autorka monodramat a herečka.

## Životopis
Studovala v Okružné, Kapušanech, Prešově a později v Bratislavě herectví na divadelní fakultě DAMU, kde ukončila studium v roce 1973. Po ukončení studií pracovala rok v divadle v Trnavě, později působila většinou na volné noze ve svobodném povolání. Spolupracuje s filmem, televizí a uměleckými agenturami. Jako herečka účinkovala v několika celovečerních filmech. Kromě pravidelných vystoupení na Slovensku vícekrát účinkovala v Česku, Polsku, Maďarsku, Německu, Rusku, Bulharsku i na Kubě. Žila v Bratislavě.

## Tvorba
První knížku Pásla koně na betóně, která jí vyšla v roce 1980, jen o dva roky později zfilmoval slovenský režisér Štefan Uher. Svá literární díla umísťuje hlavně do prostředí východoslovenského venkova, kde vykresluje osudy žen, které hledají životní štěstí. Charakteristickým prvkem jejích próz je bohaté používání šarišského nářečí. Kromě literatury se úspěšně prosadila i jako herečka, režisérka a scenáristka.

## Dílo

### Próza
- 1980 Pásla kone na betóne, cyklus próz (zfilmován v roce 1982, režisér Štefan Uher)
- 1985 No a čo, soubor povídek
- 1999 Bez slov

### Monodramata
- 1979 Neveľo nas idze, neveľo nam treba
- 1980 Sojka
- 1980 Čas kikiríkania
- 1986 Žniva
- 1989 To len tak naoko

### Scénáře
- 1983 Vstupenka do nebe (režie Štefan Uher)
- 1995 …kone na betóně, scénář k filmu (jen spoluautorka, režie Stanislav Párnický)

## Filmografie
- 1978 Zlaté časy (Verona)
- 1979 Kamarádky (Rempová)
- 1980 Živá voda (Hana Múčková)
- 1981 Kosenie Jastrabej lúky (Katarína)
- 1982 Pásla koně na betóně (Johanka)
- 1983 Zralá mladost (Vavjaková)
- 1984 Návrat Jána Petru (Elza Petrová)
- 1985 Zapomeňte na Mozarta (Marie Luisa)
- 1987 Sedmé nebe (Čermáková)
- 1987 Proč? (průvodčí)
- 1989 Montiho čardáš (Kubova žena)
- 1995 … koně na betóně (Johana Ovsená)